# Paul Bailleu
Paul Bailleu (* 21. Januar 1853 in Magdeburg; † 25. Juni 1922 in Berlin) war ein deutscher Historiker und Archivar.

## Leben
Paul Bailleu wurde 1853 in Neustadt-Magdeburg als Sohn des Handschuhmachers Julius Bailleu (dessen Vorfahren einer wallonisch-reformierten Gemeinde angehörten, die Ende des 17. Jahrhunderts von Mannheim nach Magdeburg umsiedelte) und dessen Frau Ida Ohage geboren.
Er wurde auf der Volksschule in Magdeburg vorgebildet; schon zu dieser Zeit plagte ihn ein Hüftgelenkleiden. Von 1860 bis 1870 besuchte er das Gymnasium des Klosters Unser Lieben Frauen in Magdeburg. Anschließend studierte er seit 1870 an der Universität Göttingen Philologie und im Folgejahr an der Universität Berlin Geschichte. Im Jahr 1873 begann er seinen dreijährigen Dienst als Sekretär des Leopold von Ranke. 1876 wurde er, nachdem er 1874 zum Doktor der Philosophie promoviert worden war, Archivar am Geheimen Staatsarchiv in Berlin. Zum Archivsekretär 1880 befördert, wurde er vier Jahre darauf Geheimer Staatsarchivar, 1890 Archivrat und 1900 Geheimer Archivrat. 1906 schließlich setzte man ihn als zweiten Direktor der preußischen Staatsarchive ein. 1921 trat er in den Ruhestand.
Paul Bailleu starb 1922 in Berlin im Alter von 69 Jahren. Bekannt ist er für seine Archivforschungen und seine Biographie von Luise von Mecklenburg-Strelitz (Königin Luise), für die er 1913 den Verdunpreis erhielt.
Bailleu war Mitarbeiter der Allgemeinen Deutschen Biographie, für die er 20 Artikel verfasste. Auch hatte er mehrere Funktionen innerhalb des Gesamtvereins der deutschen Geschichts- und Altertumsvereine, des Vereins für die Geschichte der Mark Brandenburg und der Berliner historischen Gesellschaft inne.

## Werke
- Quomodo Appianus in bellorum civilium libris II–V usus sit Asinii Pollionis historiis (Göttingen 1874)
- Talleyrands Briefwechsel mit Ludwig XVIII. während des Wiener Congresses (1881)
- Preußen und Frankreich von 1795 bis 1807. Diplomatische Correspondenzen (zwei Bände; 1881 bis 1887)
- Der preußische Hof im Jahre 1798 (1897)
- Briefwechsel König Friedrich Wilhelms III. und der Königin Luise mit Kaiser Alexander I. (1900)
- Königin Luise. Ein Lebensbild (1908) (online)
- Aus dem Literarischen Nachlaß der Kaiserin Augusta (zwei Bände; 1912)